# Almargen (kommunhuvudort)
Almargen är en kommunhuvudort i Spanien.   Den ligger i provinsen Provincia de Málaga och regionen Andalusien, i den södra delen av landet, 400 km söder om huvudstaden Madrid. Almargen ligger 511 meter över havet och antalet invånare är 2 054.
Terrängen runt Almargen är kuperad söderut, men norrut är den platt. Runt Almargen är det ganska glesbefolkat, med 27 invånare per kvadratkilometer. Närmaste större samhälle är Campillos, 15,0 km öster om Almargen. Trakten runt Almargen består till största delen av jordbruksmark.